# Jarmo Koski
Jarmo Antero Koski, född 25 april 1961, är en svensk militär.

## Biografi
Koski avlade officersexamen vid Krigsskolan 1984 och utnämndes samma år till fänrik i armén, varefter han befordrades till löjtnant 1986. I slutet av 1980-talet tjänstgjorde han vid Norrbottens regemente. Han befordrades till major 1993 och tjänstgjorde i mitten av 1990-talet i Norrbottensbrigaden, där han fortfarande var placerad i slutet av 1990-talet, då han emellertid tjänstgjorde vid Norrbottens gränsjägare. Efter att ha befordrats till överstelöjtnant var han chef för svenska insatsen i Afghanistan under 2003,[källa behövs] stabschef vid Norrbottens regemente från 2007, ställföreträdande chef för regementet från 2012, och stabschef vid staben i Militärregion Nord från 2013. Efter att ha befordrats till överste var han under 2016 återigen chef för svenska insatsen i Afghanistan.[källa behövs] Koski pensionerades från Försvarsmakten 2022.